# Hermanis Matisons
Hermanis Matisons, scritto anche Hermann Mattison (Riga, 28 dicembre 1894 – Riga, 16 novembre 1932), è stato uno scacchista e compositore di scacchi lettone.
Fu uno dei più forti giocatori del mondo negli anni venti, laureandosi campione del mondo dilettanti e campione lettone. È però ricordato soprattutto come un grande compositore di studi.

## Biografia
Dimostrò le sue grandi doti di finalista sconfiggendo nel 1913 il futuro campione del mondo José Raúl Capablanca in una simultanea al circolo di scacchi di Riga.
Nel 1924 vinse il primo campionato ufficiale della Lettonia. Nello stesso anno partecipò al torneo organizzato a Parigi in occasione della fondazione della FIDE, la Federazione internazionale degli scacchi. Era denominato «Campionato del mondo individuale per dilettanti» ed era diretto da Aleksandr Alechin. Nonostante il nome, vi parteciparono forti giocatori come, tra gli altri, Max Euwe, George Koltanowski ed Edgar Colle. Matisons vinse il torneo con quattro vittorie, tre patte e una sola sconfitta (contro Euwe). Nell'analogo torneo organizzato dalla FIDE durante le olimpiadi degli scacchi del 1928 a L'Aia, Matisons si classificò terzo, dietro Max Euwe e Dawid Przepiórka.
Nel 1929 partecipò al grande torneo di Karlovy Vary, dove erano presenti gran parte dei più forti giocatori del mondo, ad eccezione di Alechin ed Emanuel Lasker. Matisons realizzò la metà dei punti (+7 =7 -7), vincendo però partite contro campioni come Tartakover, Maróczy, Colle e Sämisch.
Nel 1931 partecipò in prima scacchiera alle Olimpiadi di Praga. Vinse contro il campione del mondo in carica Alechin (che giocava per la Francia) e con altri campioni del calibro di Rubinstein e Vidmar.
Morì nel 1932 a soli 37 anni a causa della tubercolosi.

## Simultanea contro Capablanca
Dopo le prime 47 mosse di una partita spagnola venne raggiunta la posizione del diagramma:
|   | a | b | c | d | e | f | g | h |   |
| 8 | b7 pedone del nero · f7 pedone del nero · h7 re del nero · h6 pedone del nero · a5 pedone del bianco · f5 pedone del nero · d3 pedone del nero · f2 re del bianco · g2 pedone del bianco · h2 pedone del bianco | b7 pedone del nero · f7 pedone del nero · h7 re del nero · h6 pedone del nero · a5 pedone del bianco · f5 pedone del nero · d3 pedone del nero · f2 re del bianco · g2 pedone del bianco · h2 pedone del bianco | b7 pedone del nero · f7 pedone del nero · h7 re del nero · h6 pedone del nero · a5 pedone del bianco · f5 pedone del nero · d3 pedone del nero · f2 re del bianco · g2 pedone del bianco · h2 pedone del bianco | b7 pedone del nero · f7 pedone del nero · h7 re del nero · h6 pedone del nero · a5 pedone del bianco · f5 pedone del nero · d3 pedone del nero · f2 re del bianco · g2 pedone del bianco · h2 pedone del bianco | b7 pedone del nero · f7 pedone del nero · h7 re del nero · h6 pedone del nero · a5 pedone del bianco · f5 pedone del nero · d3 pedone del nero · f2 re del bianco · g2 pedone del bianco · h2 pedone del bianco | b7 pedone del nero · f7 pedone del nero · h7 re del nero · h6 pedone del nero · a5 pedone del bianco · f5 pedone del nero · d3 pedone del nero · f2 re del bianco · g2 pedone del bianco · h2 pedone del bianco | b7 pedone del nero · f7 pedone del nero · h7 re del nero · h6 pedone del nero · a5 pedone del bianco · f5 pedone del nero · d3 pedone del nero · f2 re del bianco · g2 pedone del bianco · h2 pedone del bianco | b7 pedone del nero · f7 pedone del nero · h7 re del nero · h6 pedone del nero · a5 pedone del bianco · f5 pedone del nero · d3 pedone del nero · f2 re del bianco · g2 pedone del bianco · h2 pedone del bianco | 8 |
| 7 | b7 pedone del nero · f7 pedone del nero · h7 re del nero · h6 pedone del nero · a5 pedone del bianco · f5 pedone del nero · d3 pedone del nero · f2 re del bianco · g2 pedone del bianco · h2 pedone del bianco | b7 pedone del nero · f7 pedone del nero · h7 re del nero · h6 pedone del nero · a5 pedone del bianco · f5 pedone del nero · d3 pedone del nero · f2 re del bianco · g2 pedone del bianco · h2 pedone del bianco | b7 pedone del nero · f7 pedone del nero · h7 re del nero · h6 pedone del nero · a5 pedone del bianco · f5 pedone del nero · d3 pedone del nero · f2 re del bianco · g2 pedone del bianco · h2 pedone del bianco | b7 pedone del nero · f7 pedone del nero · h7 re del nero · h6 pedone del nero · a5 pedone del bianco · f5 pedone del nero · d3 pedone del nero · f2 re del bianco · g2 pedone del bianco · h2 pedone del bianco | b7 pedone del nero · f7 pedone del nero · h7 re del nero · h6 pedone del nero · a5 pedone del bianco · f5 pedone del nero · d3 pedone del nero · f2 re del bianco · g2 pedone del bianco · h2 pedone del bianco | b7 pedone del nero · f7 pedone del nero · h7 re del nero · h6 pedone del nero · a5 pedone del bianco · f5 pedone del nero · d3 pedone del nero · f2 re del bianco · g2 pedone del bianco · h2 pedone del bianco | b7 pedone del nero · f7 pedone del nero · h7 re del nero · h6 pedone del nero · a5 pedone del bianco · f5 pedone del nero · d3 pedone del nero · f2 re del bianco · g2 pedone del bianco · h2 pedone del bianco | b7 pedone del nero · f7 pedone del nero · h7 re del nero · h6 pedone del nero · a5 pedone del bianco · f5 pedone del nero · d3 pedone del nero · f2 re del bianco · g2 pedone del bianco · h2 pedone del bianco | 7 |
| 6 | b7 pedone del nero · f7 pedone del nero · h7 re del nero · h6 pedone del nero · a5 pedone del bianco · f5 pedone del nero · d3 pedone del nero · f2 re del bianco · g2 pedone del bianco · h2 pedone del bianco | b7 pedone del nero · f7 pedone del nero · h7 re del nero · h6 pedone del nero · a5 pedone del bianco · f5 pedone del nero · d3 pedone del nero · f2 re del bianco · g2 pedone del bianco · h2 pedone del bianco | b7 pedone del nero · f7 pedone del nero · h7 re del nero · h6 pedone del nero · a5 pedone del bianco · f5 pedone del nero · d3 pedone del nero · f2 re del bianco · g2 pedone del bianco · h2 pedone del bianco | b7 pedone del nero · f7 pedone del nero · h7 re del nero · h6 pedone del nero · a5 pedone del bianco · f5 pedone del nero · d3 pedone del nero · f2 re del bianco · g2 pedone del bianco · h2 pedone del bianco | b7 pedone del nero · f7 pedone del nero · h7 re del nero · h6 pedone del nero · a5 pedone del bianco · f5 pedone del nero · d3 pedone del nero · f2 re del bianco · g2 pedone del bianco · h2 pedone del bianco | b7 pedone del nero · f7 pedone del nero · h7 re del nero · h6 pedone del nero · a5 pedone del bianco · f5 pedone del nero · d3 pedone del nero · f2 re del bianco · g2 pedone del bianco · h2 pedone del bianco | b7 pedone del nero · f7 pedone del nero · h7 re del nero · h6 pedone del nero · a5 pedone del bianco · f5 pedone del nero · d3 pedone del nero · f2 re del bianco · g2 pedone del bianco · h2 pedone del bianco | b7 pedone del nero · f7 pedone del nero · h7 re del nero · h6 pedone del nero · a5 pedone del bianco · f5 pedone del nero · d3 pedone del nero · f2 re del bianco · g2 pedone del bianco · h2 pedone del bianco | 6 |
| 5 | b7 pedone del nero · f7 pedone del nero · h7 re del nero · h6 pedone del nero · a5 pedone del bianco · f5 pedone del nero · d3 pedone del nero · f2 re del bianco · g2 pedone del bianco · h2 pedone del bianco | b7 pedone del nero · f7 pedone del nero · h7 re del nero · h6 pedone del nero · a5 pedone del bianco · f5 pedone del nero · d3 pedone del nero · f2 re del bianco · g2 pedone del bianco · h2 pedone del bianco | b7 pedone del nero · f7 pedone del nero · h7 re del nero · h6 pedone del nero · a5 pedone del bianco · f5 pedone del nero · d3 pedone del nero · f2 re del bianco · g2 pedone del bianco · h2 pedone del bianco | b7 pedone del nero · f7 pedone del nero · h7 re del nero · h6 pedone del nero · a5 pedone del bianco · f5 pedone del nero · d3 pedone del nero · f2 re del bianco · g2 pedone del bianco · h2 pedone del bianco | b7 pedone del nero · f7 pedone del nero · h7 re del nero · h6 pedone del nero · a5 pedone del bianco · f5 pedone del nero · d3 pedone del nero · f2 re del bianco · g2 pedone del bianco · h2 pedone del bianco | b7 pedone del nero · f7 pedone del nero · h7 re del nero · h6 pedone del nero · a5 pedone del bianco · f5 pedone del nero · d3 pedone del nero · f2 re del bianco · g2 pedone del bianco · h2 pedone del bianco | b7 pedone del nero · f7 pedone del nero · h7 re del nero · h6 pedone del nero · a5 pedone del bianco · f5 pedone del nero · d3 pedone del nero · f2 re del bianco · g2 pedone del bianco · h2 pedone del bianco | b7 pedone del nero · f7 pedone del nero · h7 re del nero · h6 pedone del nero · a5 pedone del bianco · f5 pedone del nero · d3 pedone del nero · f2 re del bianco · g2 pedone del bianco · h2 pedone del bianco | 5 |
| 4 | b7 pedone del nero · f7 pedone del nero · h7 re del nero · h6 pedone del nero · a5 pedone del bianco · f5 pedone del nero · d3 pedone del nero · f2 re del bianco · g2 pedone del bianco · h2 pedone del bianco | b7 pedone del nero · f7 pedone del nero · h7 re del nero · h6 pedone del nero · a5 pedone del bianco · f5 pedone del nero · d3 pedone del nero · f2 re del bianco · g2 pedone del bianco · h2 pedone del bianco | b7 pedone del nero · f7 pedone del nero · h7 re del nero · h6 pedone del nero · a5 pedone del bianco · f5 pedone del nero · d3 pedone del nero · f2 re del bianco · g2 pedone del bianco · h2 pedone del bianco | b7 pedone del nero · f7 pedone del nero · h7 re del nero · h6 pedone del nero · a5 pedone del bianco · f5 pedone del nero · d3 pedone del nero · f2 re del bianco · g2 pedone del bianco · h2 pedone del bianco | b7 pedone del nero · f7 pedone del nero · h7 re del nero · h6 pedone del nero · a5 pedone del bianco · f5 pedone del nero · d3 pedone del nero · f2 re del bianco · g2 pedone del bianco · h2 pedone del bianco | b7 pedone del nero · f7 pedone del nero · h7 re del nero · h6 pedone del nero · a5 pedone del bianco · f5 pedone del nero · d3 pedone del nero · f2 re del bianco · g2 pedone del bianco · h2 pedone del bianco | b7 pedone del nero · f7 pedone del nero · h7 re del nero · h6 pedone del nero · a5 pedone del bianco · f5 pedone del nero · d3 pedone del nero · f2 re del bianco · g2 pedone del bianco · h2 pedone del bianco | b7 pedone del nero · f7 pedone del nero · h7 re del nero · h6 pedone del nero · a5 pedone del bianco · f5 pedone del nero · d3 pedone del nero · f2 re del bianco · g2 pedone del bianco · h2 pedone del bianco | 4 |
| 3 | b7 pedone del nero · f7 pedone del nero · h7 re del nero · h6 pedone del nero · a5 pedone del bianco · f5 pedone del nero · d3 pedone del nero · f2 re del bianco · g2 pedone del bianco · h2 pedone del bianco | b7 pedone del nero · f7 pedone del nero · h7 re del nero · h6 pedone del nero · a5 pedone del bianco · f5 pedone del nero · d3 pedone del nero · f2 re del bianco · g2 pedone del bianco · h2 pedone del bianco | b7 pedone del nero · f7 pedone del nero · h7 re del nero · h6 pedone del nero · a5 pedone del bianco · f5 pedone del nero · d3 pedone del nero · f2 re del bianco · g2 pedone del bianco · h2 pedone del bianco | b7 pedone del nero · f7 pedone del nero · h7 re del nero · h6 pedone del nero · a5 pedone del bianco · f5 pedone del nero · d3 pedone del nero · f2 re del bianco · g2 pedone del bianco · h2 pedone del bianco | b7 pedone del nero · f7 pedone del nero · h7 re del nero · h6 pedone del nero · a5 pedone del bianco · f5 pedone del nero · d3 pedone del nero · f2 re del bianco · g2 pedone del bianco · h2 pedone del bianco | b7 pedone del nero · f7 pedone del nero · h7 re del nero · h6 pedone del nero · a5 pedone del bianco · f5 pedone del nero · d3 pedone del nero · f2 re del bianco · g2 pedone del bianco · h2 pedone del bianco | b7 pedone del nero · f7 pedone del nero · h7 re del nero · h6 pedone del nero · a5 pedone del bianco · f5 pedone del nero · d3 pedone del nero · f2 re del bianco · g2 pedone del bianco · h2 pedone del bianco | b7 pedone del nero · f7 pedone del nero · h7 re del nero · h6 pedone del nero · a5 pedone del bianco · f5 pedone del nero · d3 pedone del nero · f2 re del bianco · g2 pedone del bianco · h2 pedone del bianco | 3 |
| 2 | b7 pedone del nero · f7 pedone del nero · h7 re del nero · h6 pedone del nero · a5 pedone del bianco · f5 pedone del nero · d3 pedone del nero · f2 re del bianco · g2 pedone del bianco · h2 pedone del bianco | b7 pedone del nero · f7 pedone del nero · h7 re del nero · h6 pedone del nero · a5 pedone del bianco · f5 pedone del nero · d3 pedone del nero · f2 re del bianco · g2 pedone del bianco · h2 pedone del bianco | b7 pedone del nero · f7 pedone del nero · h7 re del nero · h6 pedone del nero · a5 pedone del bianco · f5 pedone del nero · d3 pedone del nero · f2 re del bianco · g2 pedone del bianco · h2 pedone del bianco | b7 pedone del nero · f7 pedone del nero · h7 re del nero · h6 pedone del nero · a5 pedone del bianco · f5 pedone del nero · d3 pedone del nero · f2 re del bianco · g2 pedone del bianco · h2 pedone del bianco | b7 pedone del nero · f7 pedone del nero · h7 re del nero · h6 pedone del nero · a5 pedone del bianco · f5 pedone del nero · d3 pedone del nero · f2 re del bianco · g2 pedone del bianco · h2 pedone del bianco | b7 pedone del nero · f7 pedone del nero · h7 re del nero · h6 pedone del nero · a5 pedone del bianco · f5 pedone del nero · d3 pedone del nero · f2 re del bianco · g2 pedone del bianco · h2 pedone del bianco | b7 pedone del nero · f7 pedone del nero · h7 re del nero · h6 pedone del nero · a5 pedone del bianco · f5 pedone del nero · d3 pedone del nero · f2 re del bianco · g2 pedone del bianco · h2 pedone del bianco | b7 pedone del nero · f7 pedone del nero · h7 re del nero · h6 pedone del nero · a5 pedone del bianco · f5 pedone del nero · d3 pedone del nero · f2 re del bianco · g2 pedone del bianco · h2 pedone del bianco | 2 |
| 1 | b7 pedone del nero · f7 pedone del nero · h7 re del nero · h6 pedone del nero · a5 pedone del bianco · f5 pedone del nero · d3 pedone del nero · f2 re del bianco · g2 pedone del bianco · h2 pedone del bianco | b7 pedone del nero · f7 pedone del nero · h7 re del nero · h6 pedone del nero · a5 pedone del bianco · f5 pedone del nero · d3 pedone del nero · f2 re del bianco · g2 pedone del bianco · h2 pedone del bianco | b7 pedone del nero · f7 pedone del nero · h7 re del nero · h6 pedone del nero · a5 pedone del bianco · f5 pedone del nero · d3 pedone del nero · f2 re del bianco · g2 pedone del bianco · h2 pedone del bianco | b7 pedone del nero · f7 pedone del nero · h7 re del nero · h6 pedone del nero · a5 pedone del bianco · f5 pedone del nero · d3 pedone del nero · f2 re del bianco · g2 pedone del bianco · h2 pedone del bianco | b7 pedone del nero · f7 pedone del nero · h7 re del nero · h6 pedone del nero · a5 pedone del bianco · f5 pedone del nero · d3 pedone del nero · f2 re del bianco · g2 pedone del bianco · h2 pedone del bianco | b7 pedone del nero · f7 pedone del nero · h7 re del nero · h6 pedone del nero · a5 pedone del bianco · f5 pedone del nero · d3 pedone del nero · f2 re del bianco · g2 pedone del bianco · h2 pedone del bianco | b7 pedone del nero · f7 pedone del nero · h7 re del nero · h6 pedone del nero · a5 pedone del bianco · f5 pedone del nero · d3 pedone del nero · f2 re del bianco · g2 pedone del bianco · h2 pedone del bianco | b7 pedone del nero · f7 pedone del nero · h7 re del nero · h6 pedone del nero · a5 pedone del bianco · f5 pedone del nero · d3 pedone del nero · f2 re del bianco · g2 pedone del bianco · h2 pedone del bianco | 1 |
|   | a | b | c | d | e | f | g | h |   |

Il finale è favorevole per il nero, ma richiede un gioco molto preciso, anche considerando la ben nota virtuosità di Capablanca nei finali.
 48 ...f4! 49. Re1 Rg6 50. Rd2 Rf5 51. Rxd3 Rg4 52. Rc4 h5 53. Rb5 h4 54. Rb6 h3
55. gxh3+ Rxh3 56. Rxb7 f3 57. a6 f2 58. a7 f1=D   e il bianco abbandonò.

## Uno studio di Matisons
Il seguente studio è caratteristico del suo stile. Preferiva di solito posizioni apparentemente semplici, in cui la soluzione è abilmente mascherata.
|   | a | b | c | d | e | f | g | h |   |
| 8 | f8 torre del bianco · h6 pedone del bianco · a5 pedone del nero · g4 pedone del bianco · f3 re del bianco · h3 alfiere del nero · b2 re del nero · c2 pedone del bianco · e1 torre del nero | f8 torre del bianco · h6 pedone del bianco · a5 pedone del nero · g4 pedone del bianco · f3 re del bianco · h3 alfiere del nero · b2 re del nero · c2 pedone del bianco · e1 torre del nero | f8 torre del bianco · h6 pedone del bianco · a5 pedone del nero · g4 pedone del bianco · f3 re del bianco · h3 alfiere del nero · b2 re del nero · c2 pedone del bianco · e1 torre del nero | f8 torre del bianco · h6 pedone del bianco · a5 pedone del nero · g4 pedone del bianco · f3 re del bianco · h3 alfiere del nero · b2 re del nero · c2 pedone del bianco · e1 torre del nero | f8 torre del bianco · h6 pedone del bianco · a5 pedone del nero · g4 pedone del bianco · f3 re del bianco · h3 alfiere del nero · b2 re del nero · c2 pedone del bianco · e1 torre del nero | f8 torre del bianco · h6 pedone del bianco · a5 pedone del nero · g4 pedone del bianco · f3 re del bianco · h3 alfiere del nero · b2 re del nero · c2 pedone del bianco · e1 torre del nero | f8 torre del bianco · h6 pedone del bianco · a5 pedone del nero · g4 pedone del bianco · f3 re del bianco · h3 alfiere del nero · b2 re del nero · c2 pedone del bianco · e1 torre del nero | f8 torre del bianco · h6 pedone del bianco · a5 pedone del nero · g4 pedone del bianco · f3 re del bianco · h3 alfiere del nero · b2 re del nero · c2 pedone del bianco · e1 torre del nero | 8 |
| 7 | f8 torre del bianco · h6 pedone del bianco · a5 pedone del nero · g4 pedone del bianco · f3 re del bianco · h3 alfiere del nero · b2 re del nero · c2 pedone del bianco · e1 torre del nero | f8 torre del bianco · h6 pedone del bianco · a5 pedone del nero · g4 pedone del bianco · f3 re del bianco · h3 alfiere del nero · b2 re del nero · c2 pedone del bianco · e1 torre del nero | f8 torre del bianco · h6 pedone del bianco · a5 pedone del nero · g4 pedone del bianco · f3 re del bianco · h3 alfiere del nero · b2 re del nero · c2 pedone del bianco · e1 torre del nero | f8 torre del bianco · h6 pedone del bianco · a5 pedone del nero · g4 pedone del bianco · f3 re del bianco · h3 alfiere del nero · b2 re del nero · c2 pedone del bianco · e1 torre del nero | f8 torre del bianco · h6 pedone del bianco · a5 pedone del nero · g4 pedone del bianco · f3 re del bianco · h3 alfiere del nero · b2 re del nero · c2 pedone del bianco · e1 torre del nero | f8 torre del bianco · h6 pedone del bianco · a5 pedone del nero · g4 pedone del bianco · f3 re del bianco · h3 alfiere del nero · b2 re del nero · c2 pedone del bianco · e1 torre del nero | f8 torre del bianco · h6 pedone del bianco · a5 pedone del nero · g4 pedone del bianco · f3 re del bianco · h3 alfiere del nero · b2 re del nero · c2 pedone del bianco · e1 torre del nero | f8 torre del bianco · h6 pedone del bianco · a5 pedone del nero · g4 pedone del bianco · f3 re del bianco · h3 alfiere del nero · b2 re del nero · c2 pedone del bianco · e1 torre del nero | 7 |
| 6 | f8 torre del bianco · h6 pedone del bianco · a5 pedone del nero · g4 pedone del bianco · f3 re del bianco · h3 alfiere del nero · b2 re del nero · c2 pedone del bianco · e1 torre del nero | f8 torre del bianco · h6 pedone del bianco · a5 pedone del nero · g4 pedone del bianco · f3 re del bianco · h3 alfiere del nero · b2 re del nero · c2 pedone del bianco · e1 torre del nero | f8 torre del bianco · h6 pedone del bianco · a5 pedone del nero · g4 pedone del bianco · f3 re del bianco · h3 alfiere del nero · b2 re del nero · c2 pedone del bianco · e1 torre del nero | f8 torre del bianco · h6 pedone del bianco · a5 pedone del nero · g4 pedone del bianco · f3 re del bianco · h3 alfiere del nero · b2 re del nero · c2 pedone del bianco · e1 torre del nero | f8 torre del bianco · h6 pedone del bianco · a5 pedone del nero · g4 pedone del bianco · f3 re del bianco · h3 alfiere del nero · b2 re del nero · c2 pedone del bianco · e1 torre del nero | f8 torre del bianco · h6 pedone del bianco · a5 pedone del nero · g4 pedone del bianco · f3 re del bianco · h3 alfiere del nero · b2 re del nero · c2 pedone del bianco · e1 torre del nero | f8 torre del bianco · h6 pedone del bianco · a5 pedone del nero · g4 pedone del bianco · f3 re del bianco · h3 alfiere del nero · b2 re del nero · c2 pedone del bianco · e1 torre del nero | f8 torre del bianco · h6 pedone del bianco · a5 pedone del nero · g4 pedone del bianco · f3 re del bianco · h3 alfiere del nero · b2 re del nero · c2 pedone del bianco · e1 torre del nero | 6 |
| 5 | f8 torre del bianco · h6 pedone del bianco · a5 pedone del nero · g4 pedone del bianco · f3 re del bianco · h3 alfiere del nero · b2 re del nero · c2 pedone del bianco · e1 torre del nero | f8 torre del bianco · h6 pedone del bianco · a5 pedone del nero · g4 pedone del bianco · f3 re del bianco · h3 alfiere del nero · b2 re del nero · c2 pedone del bianco · e1 torre del nero | f8 torre del bianco · h6 pedone del bianco · a5 pedone del nero · g4 pedone del bianco · f3 re del bianco · h3 alfiere del nero · b2 re del nero · c2 pedone del bianco · e1 torre del nero | f8 torre del bianco · h6 pedone del bianco · a5 pedone del nero · g4 pedone del bianco · f3 re del bianco · h3 alfiere del nero · b2 re del nero · c2 pedone del bianco · e1 torre del nero | f8 torre del bianco · h6 pedone del bianco · a5 pedone del nero · g4 pedone del bianco · f3 re del bianco · h3 alfiere del nero · b2 re del nero · c2 pedone del bianco · e1 torre del nero | f8 torre del bianco · h6 pedone del bianco · a5 pedone del nero · g4 pedone del bianco · f3 re del bianco · h3 alfiere del nero · b2 re del nero · c2 pedone del bianco · e1 torre del nero | f8 torre del bianco · h6 pedone del bianco · a5 pedone del nero · g4 pedone del bianco · f3 re del bianco · h3 alfiere del nero · b2 re del nero · c2 pedone del bianco · e1 torre del nero | f8 torre del bianco · h6 pedone del bianco · a5 pedone del nero · g4 pedone del bianco · f3 re del bianco · h3 alfiere del nero · b2 re del nero · c2 pedone del bianco · e1 torre del nero | 5 |
| 4 | f8 torre del bianco · h6 pedone del bianco · a5 pedone del nero · g4 pedone del bianco · f3 re del bianco · h3 alfiere del nero · b2 re del nero · c2 pedone del bianco · e1 torre del nero | f8 torre del bianco · h6 pedone del bianco · a5 pedone del nero · g4 pedone del bianco · f3 re del bianco · h3 alfiere del nero · b2 re del nero · c2 pedone del bianco · e1 torre del nero | f8 torre del bianco · h6 pedone del bianco · a5 pedone del nero · g4 pedone del bianco · f3 re del bianco · h3 alfiere del nero · b2 re del nero · c2 pedone del bianco · e1 torre del nero | f8 torre del bianco · h6 pedone del bianco · a5 pedone del nero · g4 pedone del bianco · f3 re del bianco · h3 alfiere del nero · b2 re del nero · c2 pedone del bianco · e1 torre del nero | f8 torre del bianco · h6 pedone del bianco · a5 pedone del nero · g4 pedone del bianco · f3 re del bianco · h3 alfiere del nero · b2 re del nero · c2 pedone del bianco · e1 torre del nero | f8 torre del bianco · h6 pedone del bianco · a5 pedone del nero · g4 pedone del bianco · f3 re del bianco · h3 alfiere del nero · b2 re del nero · c2 pedone del bianco · e1 torre del nero | f8 torre del bianco · h6 pedone del bianco · a5 pedone del nero · g4 pedone del bianco · f3 re del bianco · h3 alfiere del nero · b2 re del nero · c2 pedone del bianco · e1 torre del nero | f8 torre del bianco · h6 pedone del bianco · a5 pedone del nero · g4 pedone del bianco · f3 re del bianco · h3 alfiere del nero · b2 re del nero · c2 pedone del bianco · e1 torre del nero | 4 |
| 3 | f8 torre del bianco · h6 pedone del bianco · a5 pedone del nero · g4 pedone del bianco · f3 re del bianco · h3 alfiere del nero · b2 re del nero · c2 pedone del bianco · e1 torre del nero | f8 torre del bianco · h6 pedone del bianco · a5 pedone del nero · g4 pedone del bianco · f3 re del bianco · h3 alfiere del nero · b2 re del nero · c2 pedone del bianco · e1 torre del nero | f8 torre del bianco · h6 pedone del bianco · a5 pedone del nero · g4 pedone del bianco · f3 re del bianco · h3 alfiere del nero · b2 re del nero · c2 pedone del bianco · e1 torre del nero | f8 torre del bianco · h6 pedone del bianco · a5 pedone del nero · g4 pedone del bianco · f3 re del bianco · h3 alfiere del nero · b2 re del nero · c2 pedone del bianco · e1 torre del nero | f8 torre del bianco · h6 pedone del bianco · a5 pedone del nero · g4 pedone del bianco · f3 re del bianco · h3 alfiere del nero · b2 re del nero · c2 pedone del bianco · e1 torre del nero | f8 torre del bianco · h6 pedone del bianco · a5 pedone del nero · g4 pedone del bianco · f3 re del bianco · h3 alfiere del nero · b2 re del nero · c2 pedone del bianco · e1 torre del nero | f8 torre del bianco · h6 pedone del bianco · a5 pedone del nero · g4 pedone del bianco · f3 re del bianco · h3 alfiere del nero · b2 re del nero · c2 pedone del bianco · e1 torre del nero | f8 torre del bianco · h6 pedone del bianco · a5 pedone del nero · g4 pedone del bianco · f3 re del bianco · h3 alfiere del nero · b2 re del nero · c2 pedone del bianco · e1 torre del nero | 3 |
| 2 | f8 torre del bianco · h6 pedone del bianco · a5 pedone del nero · g4 pedone del bianco · f3 re del bianco · h3 alfiere del nero · b2 re del nero · c2 pedone del bianco · e1 torre del nero | f8 torre del bianco · h6 pedone del bianco · a5 pedone del nero · g4 pedone del bianco · f3 re del bianco · h3 alfiere del nero · b2 re del nero · c2 pedone del bianco · e1 torre del nero | f8 torre del bianco · h6 pedone del bianco · a5 pedone del nero · g4 pedone del bianco · f3 re del bianco · h3 alfiere del nero · b2 re del nero · c2 pedone del bianco · e1 torre del nero | f8 torre del bianco · h6 pedone del bianco · a5 pedone del nero · g4 pedone del bianco · f3 re del bianco · h3 alfiere del nero · b2 re del nero · c2 pedone del bianco · e1 torre del nero | f8 torre del bianco · h6 pedone del bianco · a5 pedone del nero · g4 pedone del bianco · f3 re del bianco · h3 alfiere del nero · b2 re del nero · c2 pedone del bianco · e1 torre del nero | f8 torre del bianco · h6 pedone del bianco · a5 pedone del nero · g4 pedone del bianco · f3 re del bianco · h3 alfiere del nero · b2 re del nero · c2 pedone del bianco · e1 torre del nero | f8 torre del bianco · h6 pedone del bianco · a5 pedone del nero · g4 pedone del bianco · f3 re del bianco · h3 alfiere del nero · b2 re del nero · c2 pedone del bianco · e1 torre del nero | f8 torre del bianco · h6 pedone del bianco · a5 pedone del nero · g4 pedone del bianco · f3 re del bianco · h3 alfiere del nero · b2 re del nero · c2 pedone del bianco · e1 torre del nero | 2 |
| 1 | f8 torre del bianco · h6 pedone del bianco · a5 pedone del nero · g4 pedone del bianco · f3 re del bianco · h3 alfiere del nero · b2 re del nero · c2 pedone del bianco · e1 torre del nero | f8 torre del bianco · h6 pedone del bianco · a5 pedone del nero · g4 pedone del bianco · f3 re del bianco · h3 alfiere del nero · b2 re del nero · c2 pedone del bianco · e1 torre del nero | f8 torre del bianco · h6 pedone del bianco · a5 pedone del nero · g4 pedone del bianco · f3 re del bianco · h3 alfiere del nero · b2 re del nero · c2 pedone del bianco · e1 torre del nero | f8 torre del bianco · h6 pedone del bianco · a5 pedone del nero · g4 pedone del bianco · f3 re del bianco · h3 alfiere del nero · b2 re del nero · c2 pedone del bianco · e1 torre del nero | f8 torre del bianco · h6 pedone del bianco · a5 pedone del nero · g4 pedone del bianco · f3 re del bianco · h3 alfiere del nero · b2 re del nero · c2 pedone del bianco · e1 torre del nero | f8 torre del bianco · h6 pedone del bianco · a5 pedone del nero · g4 pedone del bianco · f3 re del bianco · h3 alfiere del nero · b2 re del nero · c2 pedone del bianco · e1 torre del nero | f8 torre del bianco · h6 pedone del bianco · a5 pedone del nero · g4 pedone del bianco · f3 re del bianco · h3 alfiere del nero · b2 re del nero · c2 pedone del bianco · e1 torre del nero | f8 torre del bianco · h6 pedone del bianco · a5 pedone del nero · g4 pedone del bianco · f3 re del bianco · h3 alfiere del nero · b2 re del nero · c2 pedone del bianco · e1 torre del nero | 1 |
|   | a | b | c | d | e | f | g | h |   |